# 穆伊 (默兹省)
穆伊（法語：Mouilly，法語發音：[muji]）是法国默兹省的一个市镇，属于凡尔登区。

## 地理
穆伊（49°3'2"N, 5°31'59"E）面积10.96 平方千米，位于法国大東部大區默兹省，该省份为法国西北部内陆省份，北与比利时接壤，西接马恩省和阿登省，南至上马恩省和孚日省，东临默尔特-摩泽尔省。
与穆伊接壤的市镇（或旧市镇、城区）包括：邦泽、莱塞帕尔日、朗济耶尔、瓦夫尔地区吕、圣雷米拉卡洛讷、沃莱帕拉梅。

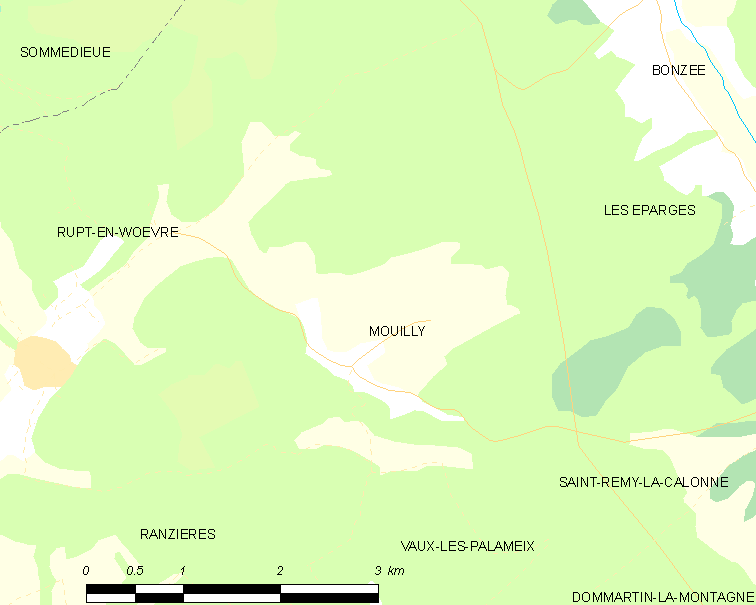
的OSM定位图

穆伊的时区为UTC+01:00、UTC+02:00（夏令时）。

## 行政
穆伊的邮政编码为55320，INSEE市镇编码为55360。

## 政治
穆伊所属的省级选区为埃坦县。

## 人口

1962-2008年间人口变化图示

穆伊于2022年1月1日时的人口数量为106人。